# Castillo de Teayo
Castillo de Teayo är en kommunhuvudort i Mexiko.   Den ligger i kommunen Castillo de Teayo och delstaten Veracruz, i den sydöstra delen av landet, 210 km nordost om huvudstaden Mexico City. Castillo de Teayo ligger 107 meter över havet och antalet invånare är 4 267.
Terrängen runt Castillo de Teayo är huvudsakligen platt, men åt sydväst är den kuperad. Runt Castillo de Teayo är det ganska tätbefolkat, med 179 invånare per kvadratkilometer. Närmaste större samhälle är Álamo, 18,6 km norr om Castillo de Teayo. Trakten runt Castillo de Teayo består till största delen av jordbruksmark.